# Zürtz-Rekord
Zürtz-Rekord is een Duits historisch merk van motorfietsen.
De bedrijfsnaam was Gebr. Zürtz, Motorradwerk, later Hessische Motorfahrzeugindustrie Hemofa, Zürtz & Hartmann, Darmstadt.
De gebroeders Zürtz begonnen al tijdens de crisisjaren 1919-1923 (in 1922) met de productie van hun eigen motorfietsen. Ze ontwikkelden de motoren niet zelf, maar gebruikten inbouwmotoren van andere merken: 142- en 173cc-tweetakten van DKW, 198cc-kopklepmotoren van Paqué, 249cc-Columbus-blokken en de laatste modellen hadden 348- en 498cc-zij- en kopklepmotoren van JAP.
Halverwege de jaren twintig ontstond een enorm aantal Duitse motorfietsmerken. Honderden begonnen er in 1923 en 1924 met hun productie, over het algemeen op (zeer) kleine schaal en met gebruikmaking van inbouwmotoren van de grotere merken. Daardoor werd de spoeling erg dun: de meeste merken kwamen niet verder dan regionale bekendheid en dus ook weinig klanten. In 1925 stopten meer dan 150 van deze merken weer, maar Zürtz-Rekord hield het vol tot in 1926.
Dat op het laatst Britse JAP-motoren werden ingebouwd is te verklaren omdat Paqué de productie beëindigde en Columbus werd overgenomen door Fritz Kleemann om het nieuwe merk Horex op te richten.